# Polystalactica sansibarica
Polystalactica sansibarica är en skalbaggsart som beskrevs av Hermann Julius Kolbe 1892. Polystalactica sansibarica ingår i släktet Polystalactica och familjen Cetoniidae. Inga underarter finns listade i Catalogue of Life.